# حماة الفضاء
حماة الفضاء (بالروسية: Крутиксы)‏ هو مسلسل رسوم متحركة روسي من إنتاج بابل ستوديوز وسايوز مولتفيلم عرض على أوكو من 10 أكتوبر 2021. وفي الوطن العربي عُرض المسلسل مدبلجًا للغة العربية على قناة ماجد للأطفال.

## شخصيات
- ريكي (أداء صوتي: فلاديمير فويتيوك (الروسية)، محمد عامر (العربية)): الهامستر الأزرق.
- روبي (أداء صوتي: فاسيليسا إلداروفا (الروسية)، شهد عز (العربية)): السنجاب الطائر الأصفر. هي أخت زيغي.
- روي (أداء صوتي: أنتون سافينكوف (الروسية)، خالد الشرشابي (العربية)): الكلب الأحمر.
- سول (أداء صوتي: أندري بوركوفسكي (الروسية)، عادل رأفت (العربية)): القطة السوداء.